# 蛋白质消化率校正氨基酸评分
蛋白质消化率校正氨基酸评分（英語：Protein Digestibility Corrected Amino Acid Score，缩写）是一种蛋白質消化吸收率校正評分质量的评价指标，藉由衡量蛋白质的消化率以及其是否能够满足人体氨基酸的需求而对不同的蛋白质进行评分。1993年，美国食品与药品管理局、联合国粮农组织及世界卫生组织开始将PDCAAS作为首选的蛋白质品質评价标准。

## 意義[2]
不同種類的飲食蛋白質，因其必需胺基酸的含量和比例不同，而有不同的體內利用效率，且不同食物蛋白質的消化率也不同。若攝取品質優良的蛋白質(消化率及利用效率都高)，如雞蛋或乳類蛋白質，則需要量小；若攝取蛋白質的品質低(消化 率及利用效率都低)，則需要量大。因此，判斷食物所含蛋白質營養價值之優劣時，「質」與「量」必須同時考慮。高品質蛋白質食物所含蛋白質分子中的必需胺基酸 (essential amino acids)，除必須組成比例好、易為人體消化吸收外，所含的量也必須足夠。
1993年 FAO/WHO 推薦以蛋白質消化率校正之胺基酸分數(The protein digestibility-corrected amino acid score, PDCAAS)評估蛋白質的品質。以三方面去評定蛋白質的優劣：高消化率、有完整必需胺基酸和能被人體完全吸收，評分值以1為最高，代表生物利用率最高其計算公式如下： PDCAAS= 胺基酸分數 x 食物中蛋白質的消化率，胺基酸分數是利用化學分析法評定蛋白質品質的方法，係將所欲評估的蛋白質，分析其胺基酸成分，並分別計算每克蛋白質中所含各種必需胺基酸的含量， 再與 1985 年 FAO/WHO 所定的每克蛋白質中各種必需胺基酸含量的參考標準作比較，即為胺基酸分數。因此，在蛋白質中的每一種必需胺基酸皆有一個 PDCAAS 值，其中 PDCAAS 值最小的必需胺基酸，稱之為第一缺乏必需胺基酸，PDCAAS 值次小的必需胺基酸，稱為第二缺乏必需胺基酸，再其次為第三缺乏必需胺基酸。例 如玉米的第一、二、三缺乏必需胺基酸，分別為離胺酸、色胺酸及異白胺酸。 PDCAAS 值是目前最廣為接受的方法，主要是因為 PDCAAS 是由人體對胺基酸真正的需求所推衍而來，較符合人體需要。

## 方法
PDCAAS 的使用方法：透過將特定食物蛋白質的胺基酸質量(品質、含量)與標準胺基酸質量(品質、含量)進行比較，來確定蛋白質質量排名，最高可能得分為 1.0。這個分數意味著，在蛋白質被消化後，它為每單位蛋白質提供了 100% 或更多的必需胺基酸。
PDCAAS百分率的計算公式為：(1g試驗蛋白中的必需胺基酸/1g參考蛋白值中的相同胺基酸)×糞便真實消化率。
PDCAAS值不同於從蛋白質利用效率（Protein efficiency ratio; PER）和生物價（Biological value; BV）方法測量蛋白質的質量。PER是基於生長大鼠的胺基酸需求，這與人類的胺基酸需求有很大不同。PDCAAS則是根據人類需求評估食品蛋白質品質，因為它根據2~5歲兒童（被認為是營養需求最高的年齡層）的胺基酸需求（根據消化率調整）來測量。BV方法以氮吸收為基礎，沒有考慮到影響蛋白質消化的一些因素，並且應用於人類蛋白質需求上的用途有限，因為BV所測量是品質的最大潛力，而不是需求平均上對品質的估計。然而，BV可以被用來評估食物中蛋白質的需求量以比較蛋白質在品質上的差異，並且測量氮的吸收比例作為測量蛋白質合成的指標。
因此，FDA 在 1993 年給出了採用 PDCAAS 的兩個原因:
1）PDCAAS 基於人類對氨基酸的需求，這使得它比基於動物的氨基酸需求的計算方法更適合人類。
2) 糧食及農業組織/世界衛生組織 (FAO/WHO) 之前曾推薦 PDCAAS 用於監管目的。

## PDCAAS评分
PDCAAS评分以1分为满分，0分为最低分。超過1分以一分計算。以下为部分食物的评分：
| 1.00 | 酪蛋白（牛奶蛋白）                                                                                                  |
| 1.00 | 鸡蛋白 |
| 1.00 | 大豆蛋白 大豆所含的蛋白質比例高，是唯一含有所有必需胺基酸的植物性來源，屬於完全蛋白質，可說是植物性蛋白質中的優等生 |
| 1.00 | 乳清蛋白（牛奶蛋白）                                                                                                |
| 0.99 | 菌蛋白 |
| 0.92 | 牛肉 |
| 0.78 | 鹰嘴豆 |
| 0.76 | 水果 |
| 0.75 | 黑芸豆 |
| 0.73 | 蔬菜 |
| 0.70 | 其他荚果 |
| 0.64 | 马豆 |
| 0.59 | 谷物 |
| 0.52 | 花生 |
| 0.42 | 全麦 |
| 0.25 | 面筋 |